# 2020 في الجزائر
هذه المقالة تتضمن أهم الأحداث التي حدثت في الجزائر في سنة 2020.

## الحكم
- رئيس الجمهورية – عبد المجيد تبون
- رئيس الحكومة – عبد العزيز جراد
- وزير الداخلية – كمال بلجود

## الأحـداث

### يناير
- 2 يناير 2020 عُينت بسمة عزوار وزيرة مكلفة بالعلاقات مع البرلمان في حكومة جراد. لتصبح أول وزيرة محجبة تدخل الحكومة في تاريخ الجزائر.
- 2 يناير - الإعلان عن تشكيل الحكومة الجزائرية الجديدة برئاسة عبد العزيز جراد.[1]

### فبراير
- 3 فبراير - الرئيس التونسي قيس سعيد يزور العاصمة الجزائر لأول مرة.[2]

### يونيو
- 23 يونيو – الإعلان عن تعديل ثان للحكومة الجزائرية برئاسة عبد العزيز جراد.

### يوليو
- 3 يوليو - الجزائر تستعيد رفات 24 من قادة المقاومة الجزائرية، بعد مرور 170 سنة على احتجازها وعرضها في متاحف فرنسية مختلفة.

## رياضة
- 7 يناير 2020 _  الجزائر تفوز بأربع كرات ذهبيٰة ( أحسن لاعب داخل القارة يوسف بلايلي ، أحسن مدرب في إفريقيا جمال بلماضي ، أحسن منتخب إفريقي المنتخب الجزائري، وأفضل هدف، هدف رياض محرز أمام  نيجيريا ) و تنال حصّٰة الأسد في حفل الكرة الذٰهبية الإفريقية.

## مسلسلات
- عرفت الجزائر الكثير من المخرجين المبدعين ومن اهم :
- رضا سيتي 16
- نبيل عسلي
- نختار حدوش

## موسيقى
- اشهر الفنانين:
- ديدين كانون 16
- نوميديا لزول
- يوبي
- هشام تيجيفي

## جـوائز
- فاز الروائي الجزائري عبد الوهاب عيساوي بالجائزة العالمية للرواية العربية لسنة 2020 عن روايته الديوان الإسبرطي.
- فاز الكاتب الجزائري يوسف بعلوج سنة 2020 بالجوائز التالية:
  - فاز بالمرتبة الأولى لمسابقة القصة القصيرة للأطفال عن سيرة الرسول صلى الله عليه وسلم، التي نظمتها المؤسسة العامة للحي الثقافي «كتارا» بقطر.[3] ،وفاز بالدرع الفضي لمسابقة قنبر الدولية لأدب الطفل بالعراق.[4]
- مُنح البروفيسور الجزائري نصر الدين براشد وسام الشمس المشرقة، الأشعة الذهبية من حكومة اليابان.

## وفـيات

### يناير
- 2 يناير – محمد الصالح دمبري, سياسي ودبلوماسي جزائري.

### مارس
- 3 مارس – يحيى قيدوم، سياسي جزائري.
- 28 مارس – بشير لحرش، مدير سابق للأمن الوطني الجزائري.
- 29 مارس – نور الدين زيدوني، فنان مسرحي جزائري.

### مايو
- 2 مايو – إدير، مغني جزائري.

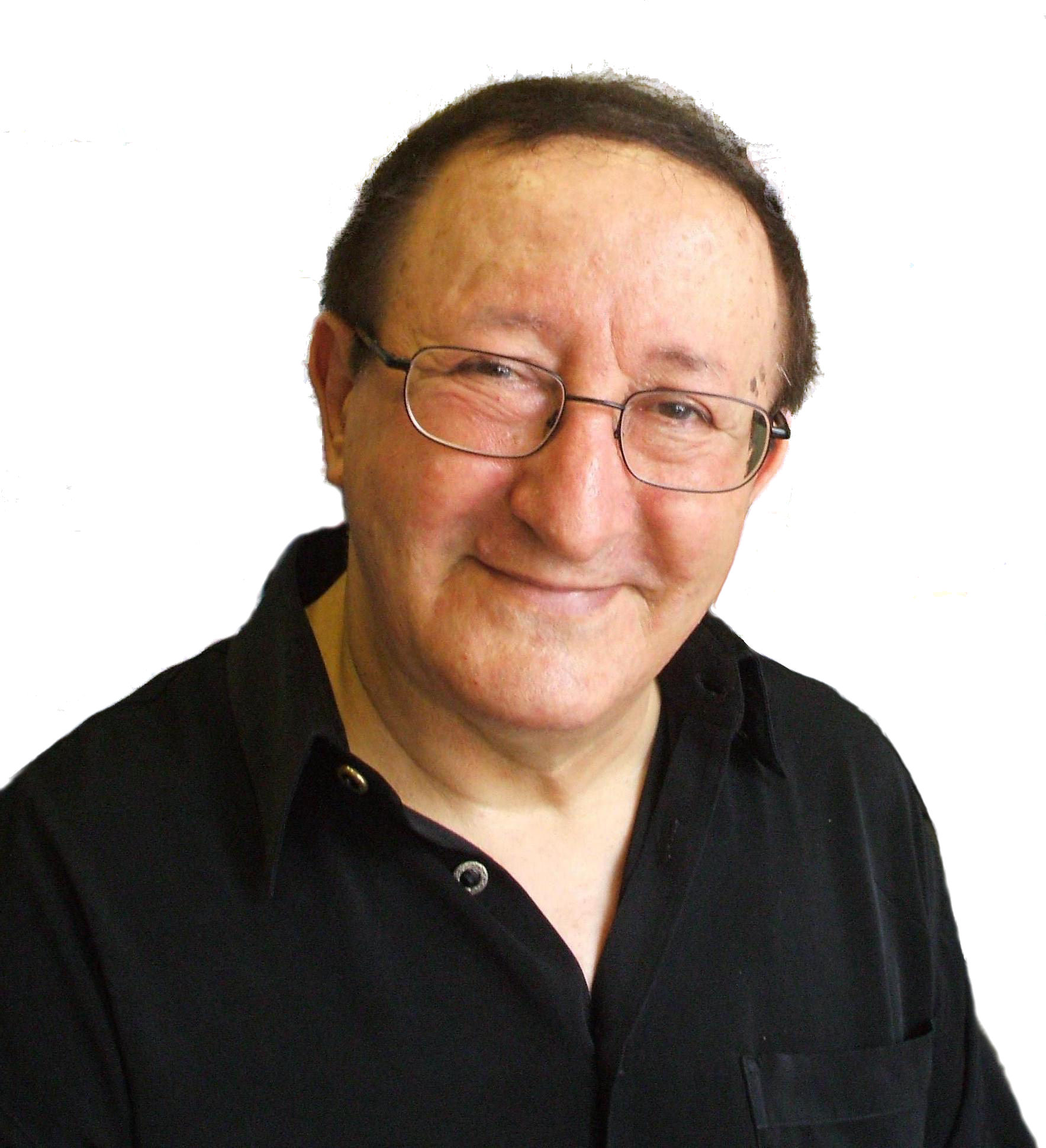
إدير

- 4 مايو – عبد القادر لعمودي، قائد في جيش التحرير الوطني الجزائري.

### يونيو

عبد السلام بلعيد

- 27 يونيو – بلعيد عبد السلام، سياسي جزائري شغل منصب رئيس الوزراء السابع.

### أغسطس
- 9 أغسطس:

نورية قصدرلي، ممثلة مسرحية جزائرية.
رشيد بلحوت، لاعب ومدرب كرة قدم جزائري.

### سبتمبر
- 21 سبتمبر: الجزائر حمدي بناني، مُغَنٍّ ومُوسيقي جزائري.

### أكتوبر

عبد القادر حجار

- 13 أكتوبر: عبد القادر حجار، سياسي ودبلوماسي جزائري.

### نوفمبر
- 4 نوفمبر: لخضر بورقعة، مجاهد وناشط سياسي جزائري.
- 7 نوفمبر: عبد القادر قروج، مجاهد وسياسي جزائري.
- 23 نوفمبر: عبد الرشيد بوكرزازة، سياسي جزائري شغل عدة مناصب وزارية.
- 25 نوفمبر: السعيد بوحجة، مجاهد وسياسي شغل منصب رئيس المجلس الشعبي الوطني.

## الـمراجع
1. ↑  الإعلان عن تشكيل أول حكومة في عهد الرئيس تبون/a 51872965 , 2 Jan 2020 نسخة محفوظة 12 فبراير 2020 على موقع واي باك مشين.
2. ↑  Tunisian president arrives in Algeria on his first trip abroad Middle East Monitor, 3 Feb 2020 نسخة محفوظة 3 فبراير 2020 على موقع واي باك مشين.
3. ↑  يوسف بعلوج يفتكّ المرتبة الأولى لجائزة كتارا نسخة محفوظة 6 يوليو 2020 على موقع واي باك مشين.
4. ↑  الإذاعة الجزائرية__تتويج الكاتب الجزائري يوسف بعلوج بدرع الابداع الفضي بالعراق نسخة محفوظة 19 مايو 2020 على موقع واي باك مشين.